# Parafia św. Józefa w Środzie Wielkopolskiej
Parafia Świętego Józefa w Środzie Wielkopolskiej – parafia rzymskokatolicka należąca do dekanatu średzkiego archidiecezji poznańskiej. Została utworzona w 1988. Jest najmłodszą w mieście. Kościół parafialny został zbudowany w latach 90. XX wieku. Mieści się na osiedlu Jagiellońskim.